# Karina Gidi
Karina Gidi (Xalapa, Veracruz; 13 de septiembre de 1971) es una actriz mexicana de cine, teatro y televisión
En 2017, protagonizó Los Adioses junto a Daniel Giménez Cacho, Tessa Ia, Pedro de Tavira y Raúl Briones, dirigida por Natalia Beristáin, interpretando a la escritora y diplomática Rosario Castellanos, rol por el que recibió el Premio Ariel a Mejor Actriz en 2018. En teatro, actuó en más de 25 obras, incluyendo La voz humana de Jean Cocteau, Rock ‘n’ Roll de Tom Stoppard, La Pequeña Habitación al final de la escalera de Carole Frechette, e Incendios de Wajdi Mouawad, por la cual en 2011 recibió el premio a la Mejor Actriz otorgado por la ACPT.

## Filmografía
| Año  | Título                        | Rol                 | Notas        |
| ---- | ----------------------------- | ------------------- | ------------ |
| 2023 | Lluvia                        | Carmen              |              |
| 2022 | Celeste Soledad               | Narradora           |              |
| 2022 | Lecciones para canallas       | Regina              |              |
| 2021 | Operación Feliz Navidad       | Doña Magda          |              |
| 2018 | Aquí en la Tierra             | Dolores             | Cortometraje |
| 2017 | Los adioses                   | Rosario Castellanos |              |
| 2016 | El colgado                    |                     | Cortometraje |
| 2014 | La guerra de Manuela Jankovic | Manuela             |              |
| 2014 | Cuatro lunas                  | Laura               |              |
| 2013 | Tercera llamada               | Isa                 |              |
| 2012 | La Habitación                 | Mariana             |              |
| 2012 | Colosio, el asesinato         | Bertha              |              |
| 2010 | El último canto del pájaro Cu |                     | Cortometraje |
| 2010 | Depositarios                  | Olga                |              |
| 2010 | Abel                          | Cecilia             |              |
| 2007 | El brassier de Emma           | Vecina              |              |
| 2007 | El búfalo de la noche         | Mamá Tania (voz)    |              |
| 2006 | Peces plátano                 | Eva                 | Cortometraje |
| 2001 | Demasiado amor                |                     |              |
| 1995 | Impetus Apache                |                     | Cortometraje |

| Año  | Título                           | Rol                  | Notas                                 |
| ---- | -------------------------------- | -------------------- | ------------------------------------- |
| 2025 | Chespirito: Sin querer queriendo | Elsa Bolaños         | Elenco principal, miniserie de TV Max |
| 2024 | La Máquina                       | Carlota Perez        | 6 episodios                           |
| 2024 | Midnight Family                  | Dra. Gomez           | 10 episodios                          |
| 2024 | Sierra Madre: Prohibido Pasar    | Claudia Lobeira      | 9 episodios                           |
| 2022 | Mujeres asesinas                 | Berta                | 1 episodio                            |
| 2022 | Un extraño enemigo               | Esperanza Barrientos | 12 episodios                          |
| 2022 | Pena ajena                       | Adriana              | 6 episodios                           |
| 2021 | La negociadora                   | Marina Hurtado       | 12 episodios                          |
| 2020 | Aquí en la tierra                | Agustina Maldonado   | 3 episodios                           |
| 2018 | Falco                            | Eva Salomón          | 14 episodios                          |
| 2016 | Yago                             | Selma                | 46 episodios                          |
| 2015 | Amor de barrio                   | Arusa                | 42 episodios                          |
| 2013 | Hombre tenías que ser            | Gloria Donato        | 1 episodio                            |
| 2012 | Capadocia                        | Cristina Haro        | 3 episodios                           |
| 2011 | El sexo débil                    | Camila               | 87 episodios                          |
| 2010 | Las Aparicio                     | Violeta              | 1 episodio                            |
| 2008 | Vivir por ti                     | Martha               | 1 episodio                            |
| 2005 | Fonda Susilla                    | Carmela              |                                       |

## Premios y reconocimientos
- Premio Ariel por Mejor Actriz, por Los adioses (2018)
- Premio de Competencia para Largometraje: Mención para la Mejor Actriz, por Los adioses (Festival Internacional de Cine de Morelia 2017)[9]
- Premio Mayahuel de Plata por Mejor Actuación Femenina, Festival Internacional de Cine de Guadalajara (2011)
- Premio Mayahuel de Plata por Mejor Actuación Femenina, Festival Internacional de Cine de Guadalajara (2013)
- Premio de la Agrupación de Críticos y Periodistas de Teatro por el montaje de la obra Incendios.